# Tidal
Tidal (stiliserat som TIDAL, också känt som TIDAL HiFi), är en norsk-amerikansk tjänst för streaming av musik. 

## Beskrivning
Tidal är en internetbaserad musiktjänst, som ingår i det ursprungligen svenska företaget Aspiros produktutbud; Aspiro Group köptes sedan av norska Schibsted med lokalisering i Oslo. Under tidigare namnet WiMP utgjorde de världens första musik- och musikvideo-strömningstjänst med HiFi- och HD-TV-kvalitet.

### Uppköp
Våren 2015 köpte det amerikanska bolaget Project Panther Bidco, med rapparen Jay-Z som storägare, upp Aspiro Group för motsvarande 464 miljoner kronor.
Vid en internationell presskonferens 26 mars 2015 presenterades affären med nylanseringen av Tidal tillsammans med ett flertal delägande världsartister. Detta för att skapa en artistägd konkurrent främst till marknadsledande svenska Spotify, framför allt för att erbjuda bättre ekonomisk ersättning till artister och musikskapare. Bland dessa artister återfinns bland annat Rihanna, Beyoncé, Madonna, Calvin Harris, Nicki Minaj, Daft Punk och tidigare Kanye West. I stället för reklamfinansierad gratislyssning erbjöd Tidal ursprungligen endast månadsprenumerationer i två prisnivåer med lägre respektive högre ljudkvalitet. Under 2021 lanserades Tidal Free, en reklamfinansierad gratisnivå av tjänsten som enbart är tillgänglig för den amerikanska marknaden.
I juli 2016 gick rykten om att Apple Music förhandlade med Jay Z om ett möjligt uppköp av Tidal. Dessa förhandlingar har dock inte lett vidare, och därför kvarstår gruppen med Jay Z som ägare till tjänsten.